# Kristałł Elektrostal
Kristałł Elektrostal (ros. Кристалл Электросталь) – rosyjski klub hokeja na lodzie z siedzibą w Elektrostali.

## Historia
Dotychczasowe nazwy
- Chimik (1949–1953)

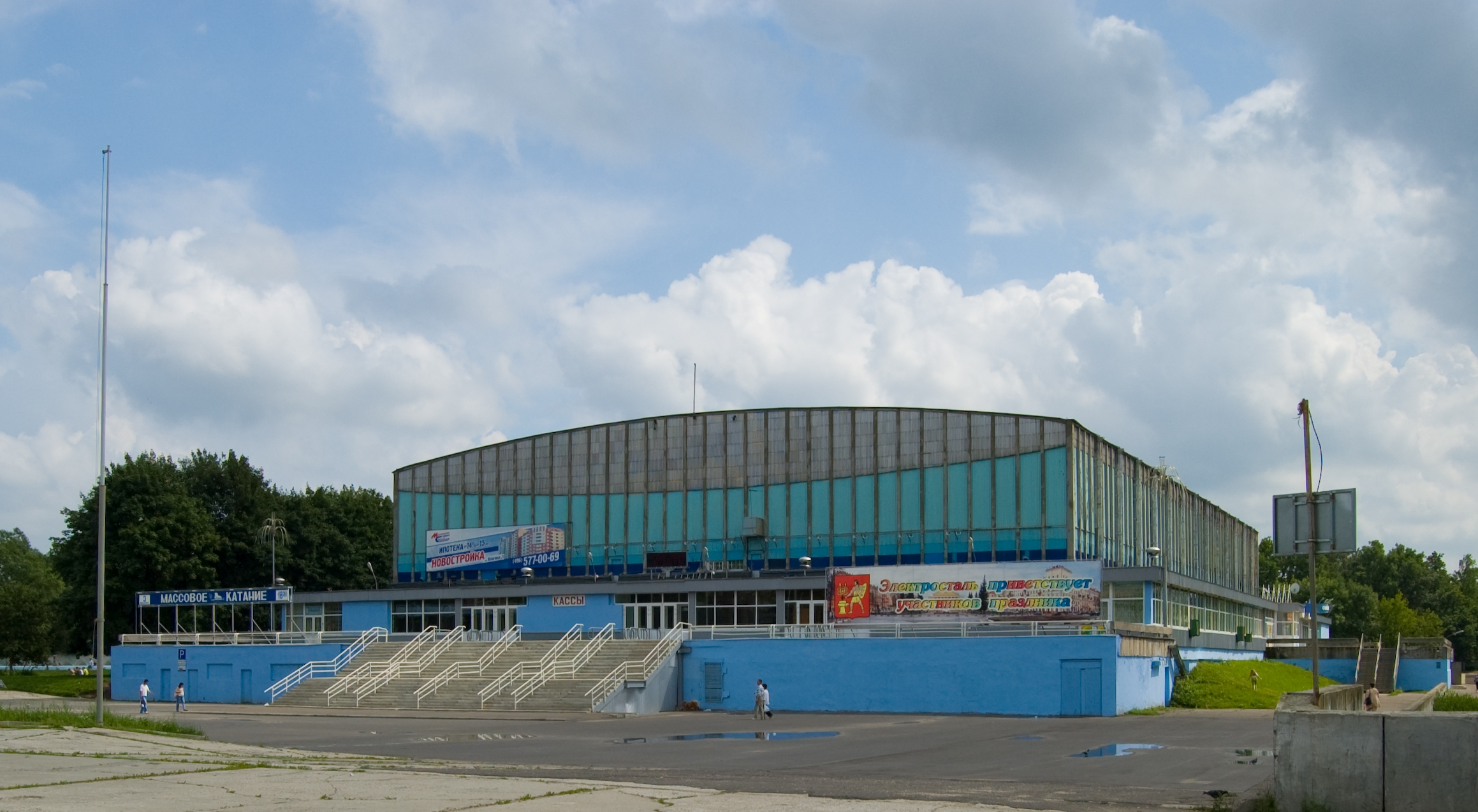
Lodowisko Kristałłu

- Klub im. Karola Marksa (1949–1950)
- DK im. Karola Marksa (1954–1956)
- Elektrostal (1956–1968)
- Kristałł (1968–2000)
- Elemasz (2000–2003)
- Kristałł (2003–)

Po upadku ZSRR klub przez pięć sezonów występował w najwyższej klasie rozgrywkowej, Superlidze (edycje od 1994/1995 do 1997/1998 i 1999/2000).
Od sezonu 2000/2001 do 2008/2009 drużyna grała w wyższej lidze. Od sezonu 2009/2010 Kristałł Elektrostal występował w trzeciej rosyjskiej klasie rozgrywkowej (Pierwaja Liga), następnie od 2011 pod nazwą RHL.
Od 2008 zespół funkcjonował jako klub farmerski dla HK MWD Bałaszycha, a do 2013 dla Atłanta Mytiszczi.

## Zawodnicy
Wychowankami klubu byli m.in. Siergiej Agulin, Valērijs Vauļins, Aleksiej Kudaszow, Witalij Proszkin (który w 2012 jako drugi zawodnik w historii rozegrał spotkanie numer 1000 w rozgrywkach hokejowych w mistrzostwach Rosji, w tym 161 w barwach Kristałłu). Ponadto w klubie występowali w przeszłości m.in. Anatolij Sieglin (był także trenerem drużyny), Oleg Minakow, Aleksiej Michnow, Uładzimir Swita, Jewgienij Kowyrszyn, Dzianis Hrot i Nikołaj Żerdiew. W NHL Entry Draft 1993 wybrani do klubów NHL zostali dwaj zawodnicy klubu: Aleksiej Budajew (43) przez Winnipeg Jets i Władimir Czebaturkin (66) przez New York Islanders.

## Sukcesy
- Złoty medal Rosyjskiej FSRR: 1950, 1951, 1952, 1972, 1977 (najbardziej utytułowany klub w historii rozgrywek)